# Scopula rivularia
Scopula rivularia är en fjärilsart som beskrevs av John Henry Leech 1897. Scopula rivularia ingår i släktet Scopula och familjen mätare. Inga underarter finns listade.